# Dang Bireley's and Young Gangsters
Pour plus de détails, voir Fiche technique et Distribution.
Dang Bireley's and Young Gangsters (2499 อันธพาล ครองเมือง, 2499 antapan krong muang) est un film thaïlandais réalisé par Nonzee Nimibutr, sorti en 1997.

## Synopsis
Dang Bireley's est un gangster renommé des années 1950 dont les idoles sont Elvis et James Dean. Âgé de treize ans, il tue, pour la première fois, un client de sa mère, alors prostituée. Il se fait un nom à Phra Nakorn (un quartier de Bangkok) en menant un gang qui protège moyennant finances. Dans une Thaïlande au contexte politique tourmenté, des rivalités se créent au sein du gang et celui-ci se sépare en deux clans ennemis.

## Fiche technique
- Titre : Dang Bireley's and Young Gangsters
- Titre original : 2499 อันธพาล ครองเมือง (2499 antapan krong muang)
- Réalisation : Nonzee Nimibutr (thaï นนทรีย์ นิมิบุตร)
- Scénario : Wisit Sasanatieng (thaï วิศิษฏ์ ศาสนเที่ยง)
- Production : Visute Poolvoralaks[3]
- Musique : Inconnu
- Photographie : Winai Patomboon
- Montage : Sunij Asavinikul
- Pays d'origine :  Thaïlande
- Format : Couleurs - — 35 mm — 1,85:1 — Son : Dolby Digital
- Genre : Biopic, action et film de gangsters
- Durée : 110 minutes
- Date de sortie : 1997 (Thaïlande)

## Distribution
- Jesadaporn Pholdee : Dang Bireley
- Noppachai Muttaweevong : LamSingh
- Champagne X : Vallapa
- Attaporn Teemakorn : le vieux Piak Visutkrasat, ami de Dang Bireley
- Apichart Chusakul : l'ancien policier Sergeant Chiang, parrain
- Chartchai Ngamsan : Dum Esso
- Supakorn Kitsuwon : Pu Bottlebomb, ennemi de Dang Bireley

## À noter
- Dang Bireley's and Young Gangsters (2499 อันธพาล ครองเมือง / 2499 antapan krong muang) est le premier film réalisé par Nonzee Nimibutr. Il décrit l'influence américaine en Thaïlande dans les années 50[4].
- Le nombre 2499 dans le titre original se réfère au calendrier bouddhiste, qui est 543 ans en avance sur le calendrier grégorien. Ce qui nous donne l'année 1956 dans le film. La Thaïlande est le seul pays à utiliser le calendrier lunaire thaï.
- Dang Bireley and the Young Gangsters repose sur l'histoire vraie d'un groupe de truands renommés[5] dans les années 1950[6] qui choisissent de s'identifier à James Dean et à Elvis Presley et agissent contre la loi et les normes sociales[7],[8].
- Ce film remporte un large succès populaire auprès d'un public thaï toute génération confondue[9] et participe fortement à la renaissance d'une industrie du cinéma thaïlandais à l'époque moribonde[10].

## Récompenses et distinctions
- Prix du meilleur film, lors des Thailand National Film Association Awards 1998.
- Nomination au prix Tigres et Dragons, lors du Festival international du film de Vancouver 1997.